# Пшедеч
Пшедеч (пол. Przedecz) — місто в центральній Польщі, біля витоку річки Нотець.

## Демографія
Демографічна структура станом на 31 березня 2011 року:
|          | Загалом | Допрацездатний вік | Працездатний вік | Постпрацездатний вік |
| -------- | ------- | ------------------ | ---------------- | -------------------- |
| Чоловіки | 880     | 185                | 590              | 105                  |
| Жінки    | 903     | 153                | 534              | 216                  |
| Разом    | 1783    | 338                | 1124             | 321                  |